# Noteey
Noteey（ノーティ）は、クロスプラットフォームのフリーミアムのメモ取りアプリである。オフラインで動作する強力なビジュアルノート作成システムとなっている。
Windows、macOS、Android、iOSで動作する。
無料で使えるFreeライセンスと有料ライセンスがある。有料ライセンスは、$99のDesktop Pro、$159のDesktop Pro Plusの買い切りライセンスと、Web公開もできる月額$10のMonthly Plan、$90のYearly Planのサブスクリプションに加えて$599の Lifetime Planもある。

## 参照
1. ↑  https://www.noteey.com/blog/changelog